# This Is Us (serie televisiva)
This Is Us è una serie televisiva statunitense creata da Dan Fogelman trasmessa dal 20 settembre 2016 al 24 maggio 2022 dall'emittente NBC.
Si tratta di un dramma familiare narrato su tre archi temporali, interpretato da un cast corale.
La serie è stata accolta da un marcato successo di critica e pubblico.
Dal 2024, gli attori Sterling K. Brown, Mandy Moore e Chris Sullivan hanno cominciato un podcast re-watch della serie chiamato 'That Was Us Podcast' dove ogni settimana discutono di ogni episodio della serie portando riflessioni, retroscena che non si conoscono e di tanto in tanto anche qualche ospite come ex colleghi, sceneggiatori o membri della crew per parlare della serie.  

## Trama
Nel 1980 Jack e Rebecca sono una coppia di giovani sposi la cui vita si complica inaspettatamente quando lei rimane incinta di tre gemelli. Il giorno del parto plurigemellare, nonché compleanno di Jack, le cose non vanno come sperato e uno dei bambini non sopravvive. I due neo-genitori decidono tuttavia di adottare un bambino afroamericano abbandonato dal padre nei pressi di una vicina caserma dei vigili del fuoco e successivamente portato in quello stesso ospedale. Così ritornano a casa comunque con tre figli. 
Nel presente, 36 anni dopo, i tre fratelli vivono ormai in diverse città degli Stati Uniti: Kevin è un noto attore televisivo che inizia a non essere pienamente soddisfatto della sua vita mondana andando alla ricerca di un cambiamento professionale e non solo; Kate è la gemella a cui è molto legato, la quale cerca invano di controllare il suo peso; Randall, marito e padre di due figlie, è il loro fratello adottivo che va alla ricerca del padre biologico da cui era stato abbandonato. Quando lo trova, scoprirà che la madre adottiva era da sempre a conoscenza della sua identità.
La trama segue tre linee temporali: le vicende dei tre fratelli adulti nel presente ma anche quelle nel loro passato e in quello dei loro genitori, così come avvenimenti nel futuro.

## Episodi
| Stagione         | Episodi | Prima TV USA | Prima TV Italia |
| ---------------- | ------- | ------------ | --------------- |
| Prima stagione   | 18      | 2016-2017    | 2016-2017       |
| Seconda stagione | 18      | 2017-2018    | 2017-2018       |
| Terza stagione   | 18      | 2018-2019    | 2019            |
| Quarta stagione  | 18      | 2019-2020    | 2019-2020       |
| Quinta stagione  | 16      | 2020-2021    | 2020-2021       |
| Sesta stagione   | 18      | 2022         | 2022            |

## Personaggi e interpreti

### Personaggi principali
- Jack Pearson (stagioni 1-6), interpretato da Milo Ventimiglia, doppiato da Francesco Pezzulli.
Nato il 31 agosto 1944, è il marito di Rebecca e padre di Randall, Kate e Kevin.
- Rebecca Pearson (stagioni 1-6), interpretata da Mandy Moore, doppiata da Emanuela D'Amico.
Moglie di Jack e madre di Randall, Kate e Kevin. Nata il 2 Febbraio 1950.
- Randall Pearson (stagioni 1-6), interpretato da Sterling K. Brown (adulto), da Niles Fitch (adolescente) e da Lonnie Chavis e Ca'Ron Jaden Coleman (bambino), doppiato da Carlo Scipioni (adulto) da Tito Marteddu (st. 1-3) e Flavio Dominici (st. 4+) (adolescente).
Nato il 30 agosto 1980, è il figlio adottivo di Jack e Rebecca. È un analista finanziario di successo sposato e padre di due bambine. In prossimità del suo trentaseiesimo compleanno trova il suo padre naturale, William, che decide di far conoscere alla sua famiglia.
- Kate Pearson (stagioni 1-6), interpretata da Chrissy Metz (adulta), da Hannah Zeile (adolescente) e da Mackenzie Hancsicsak e Isabella Rose Landau (bambina), doppiata da Claudia Razzi (adulta), da Emanuela Ionica (st. 1-3) e Arianna Vignoli (st. 4+) (adolescente) e da Noemi Abbrescia (st. 1-2) e Ludovica Esposito (st. 3+) (bambina).
Nata il 31 agosto 1980, è la sorella gemella di Kevin; single e obesa, non riesce a tenere sotto controllo la sua alimentazione. Avvia una relazione con Toby, un membro del gruppo di supporto per persone sovrappeso di cui fa parte, che sposa nella seconda stagione.
- Kevin Pearson (stagioni 1-6), interpretato da Justin Hartley (adulto), da Logan Shroyer (adolescente) e da Parker Bates e Kaz Womack (bambino), doppiato da Davide Albano (adulto), da Lorenzo De Carolis (st. 1-3), Mattia Ward (st. 4) e Matteo Liofredi (st. 5) (adolescente) e da Gabriele Meoni (bambino).
Nato il 31 agosto 1980, è un attore televisivo di successo ma insoddisfatto di recitare in una commedia di serie B "Il Tato" (The Manny) oltre che della sua vuota vita mondana. Decide quindi di provare un'esperienza nel teatro, trovando subito un ruolo grazie alla sua notorietà più che al suo talento. In seguito prende parte ad un importante film con Sylvester Stallone e la regia di Ron Howard.
- Beth Pearson (stagioni 1-6), interpretata da Susan Kelechi Watson (adulta) e da Rachel Hilson (adolescente), doppiata da Emilia Costa (st. 1, 4+) e Franca D’Amato (st. 2-3) (adulta) e da Agnese Marteddu (st. 3) e Gianna Gesualdo (st. 4+) (adolescente).
Moglie di Randall.
- Toby Damon (stagioni 1-6), interpretato da Chris Sullivan, doppiato da Teo Bellia.
Marito di Kate, conosciuto al gruppo di supporto per persone con problemi di peso.
- William Hill (stagioni 1-2, ricorrente stagione 3, guest star stagioni 4-5), interpretato da Ron Cephas Jones e da Jermel Nakia (giovane), doppiato da Stefano Mondini (st. 1-3) e Mario Bombardieri (st. 4+).
Padre biologico di Randall, nonché malato terminale di cancro.
- Miguel Rivas (stagioni 2-6, ricorrente stagione 1), interpretato da Jon Huertas, doppiato da Roberto Certomà.
Migliore amico di Jack nel passato e secondo marito di Rebecca nel presente.
- Sophie Inman (stagione 2, ricorrente stagione 1, 6, guest star stagioni 3-5), interpretata da Alexandra Breckenridge, doppiata da Benedetta Degli Innocenti (st. 1-3) e Laura Croccolino (st. 4+).
Migliore amica di Kate da bambina di cui Kevin si innamora; nel presente è la sua ex-moglie. Kevin proverà a tornare insieme a lei, ma non durerà. Infine, torneranno definitivamente insieme nell’ultima stagione e si risposeranno.
- Tess Pearson (stagioni 2-6, ricorrente stagione 1), interpretata da Eris Baker, doppiata da Ilaria Pellicone.
Figlia maggiore di Randall e Beth.
- Annie Pearson (stagioni 2-6, ricorrente stagione 1), interpretata da Faithe Herman, doppiata da Ginevra Guarini.
Figlia minore di Randall e Beth.
- Zoe Baker (stagione 3, guest star stagioni 2, 5), interpretata da Melanie Liburd e doppiata da Gea Riva.
Cugina di Beth, è stata cresciuta dai genitori di quest'ultima, ha ricevuto degli abusi dal proprio padre quando era piccola. Nel presente ha una relazione con Kevin che finirà a causa della sua volontà di non avere figli.
- Deja Pearson (stagioni 3-6, ricorrente stagione 2), interpretata da Lyric Ross, doppiata da Chanel Gigli (st. 2-3) e Martina Lana (st. 4+).
Ragazza problematica adottata da Randall e Beth.
- Nicky Pearson (stagione 4, 6, ricorrente stagioni 3, 5), interpretato da Griffin Dunne (anziano) e da Michael Angarano (giovane), doppiato da Edoardo Siravo (st. 3) e Valerio Garbarino (st. 4+) (anziano) e da Alessandro Sanguigni (st. 3) e Fabio Gervasi (st. 4+) (giovane).
Fratello minore di Jack, ha avuto problemi di dipendenza da stupefacenti durante la traumatica guerra in Vietnam e da allora i due si sono allontanati; infatti Jack racconta a tutti sia morto in Vietnam pur non essendo vero.
- Madison Simons (stagioni 5-6, ricorrente stagioni 1-4), interpretata da Caitlin Thompson, doppiata da Emanuela Damasio (st. 1-3) e Lavinia Paladino (st. 4+).
Un altro membro del gruppo di sostegno a cui si affidano Kate e Toby. In seguito resterà incinta di due gemelli dopo un rapporto occasionale avuto con Kevin.
- Malik Hodges (stagioni 4-6), interpretato da Asante Blackk e doppiato da Omar Vitelli.
Compagno di classe di Deja e poi suo fidanzato; ha una figlia avuta da una relazione precedente.

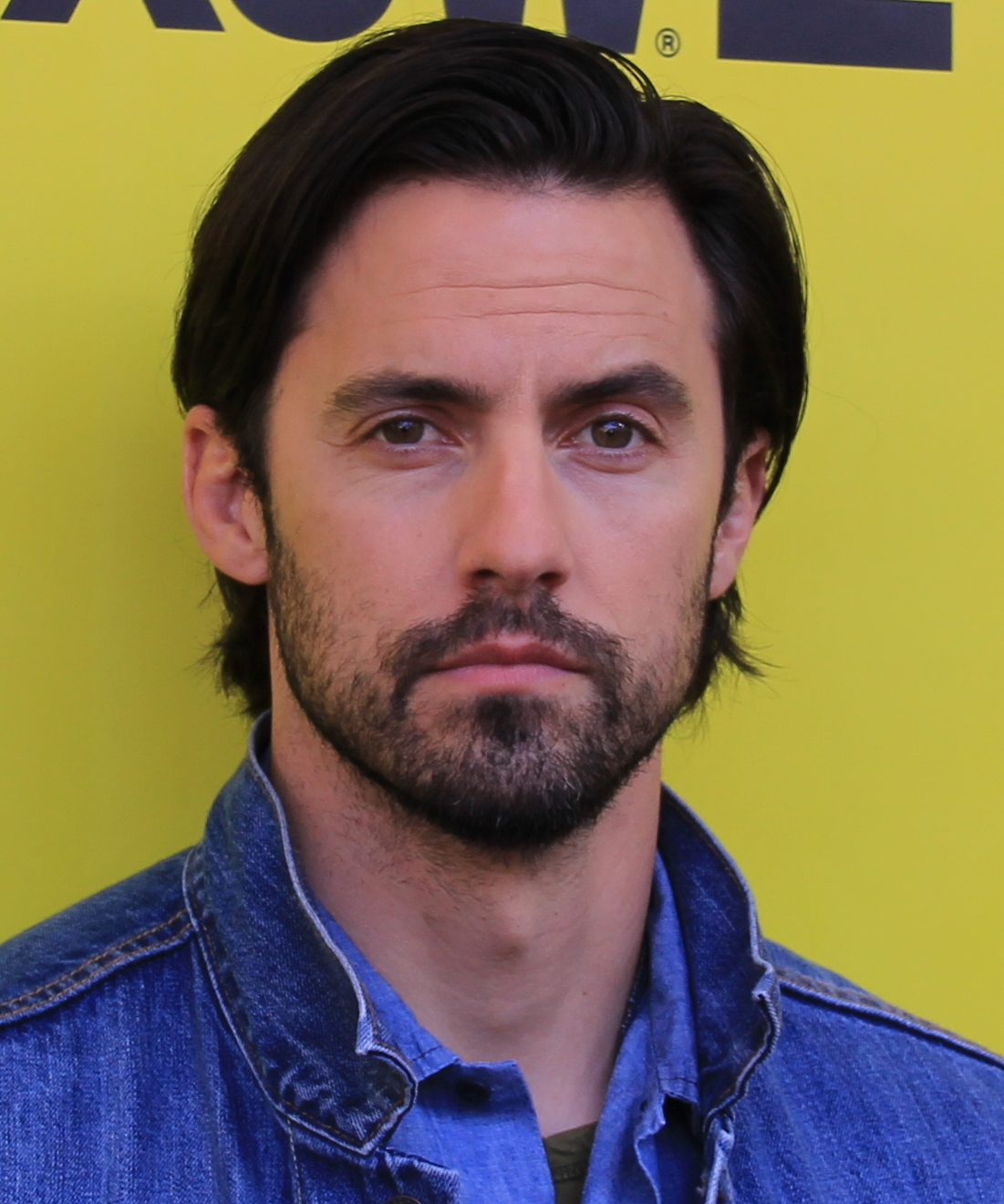
Milo Ventimiglia
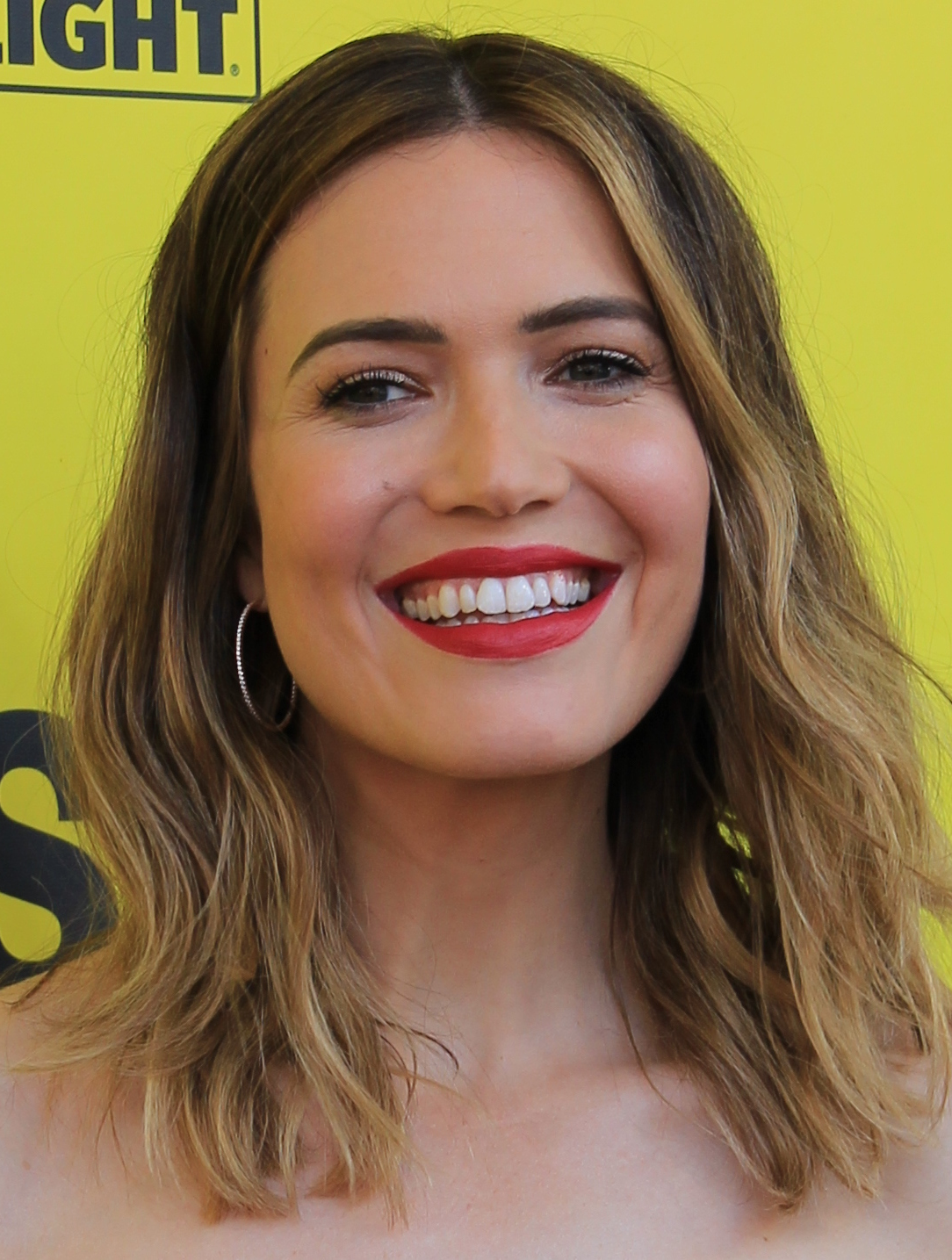
Mandy Moore
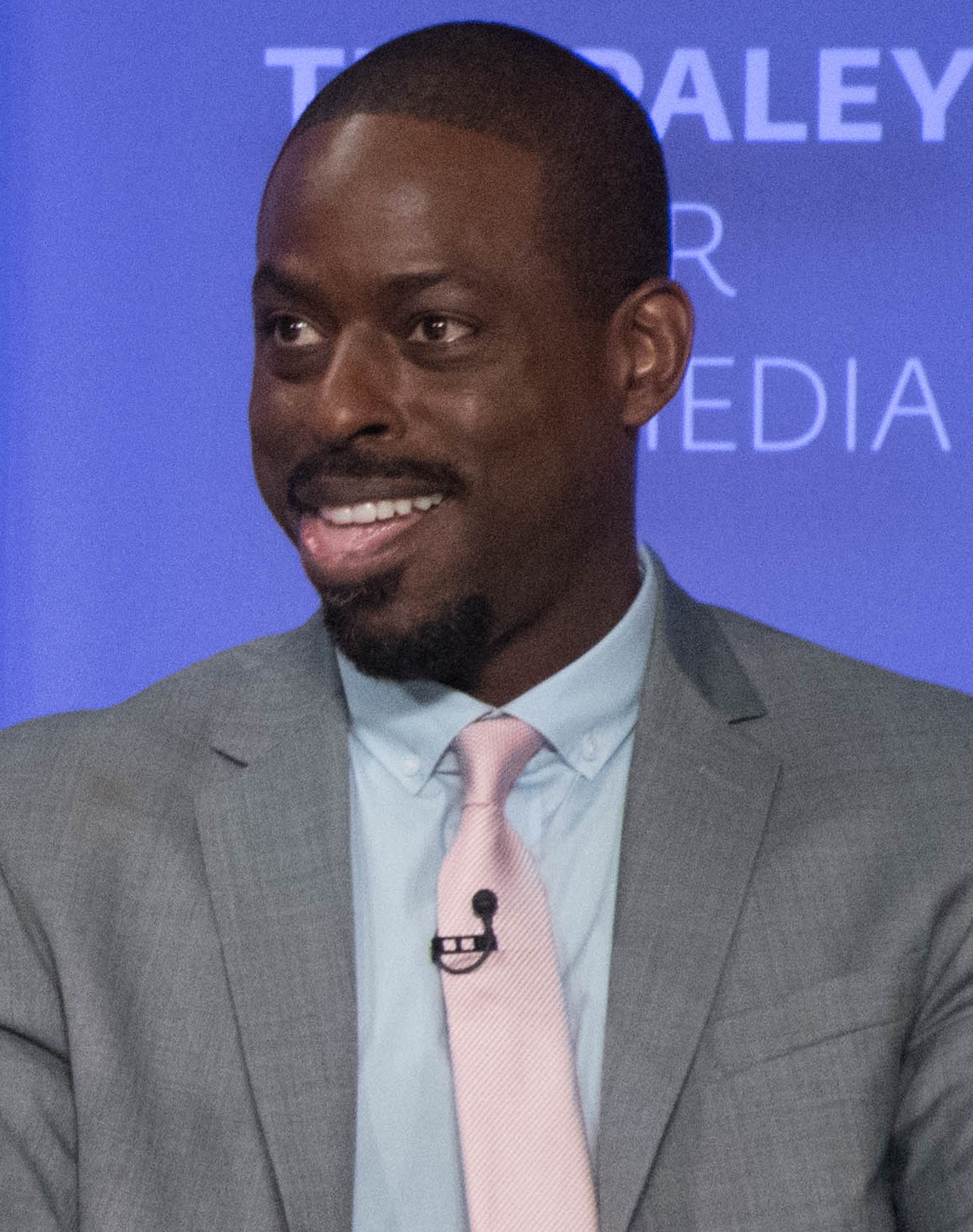
Sterling K. Brown
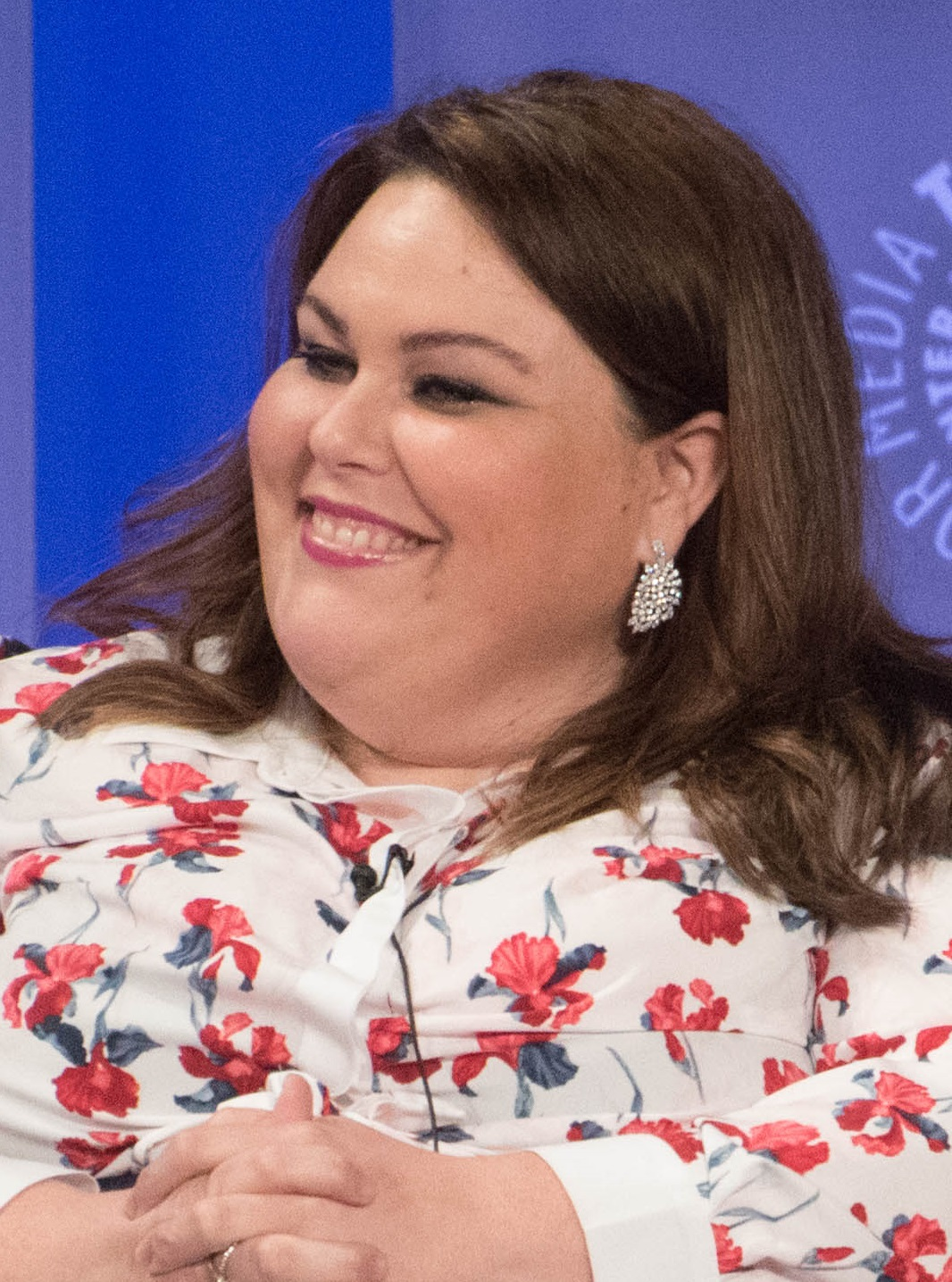
Chrissy Metz
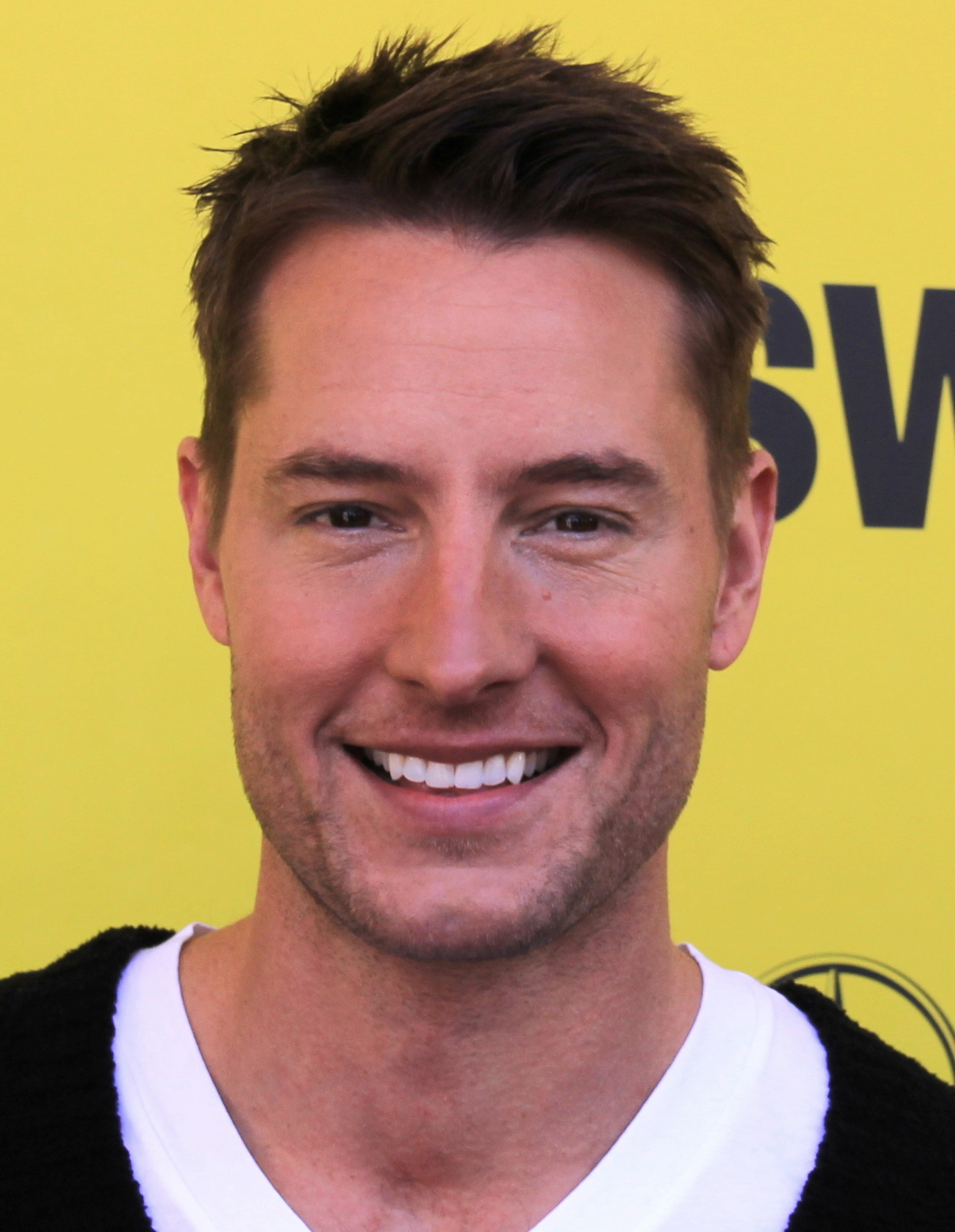
Justin Hartley
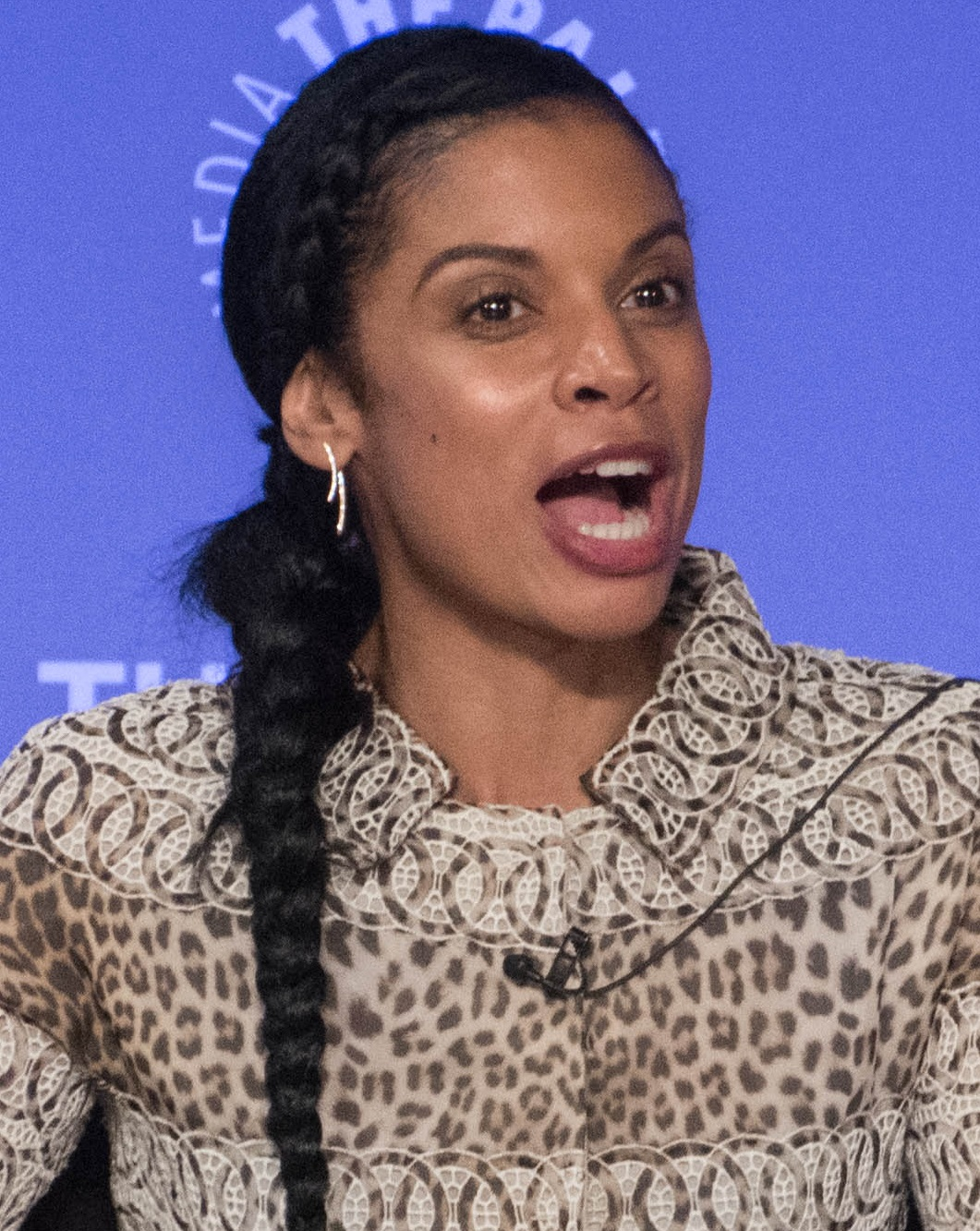
Susan Kelechi Watson
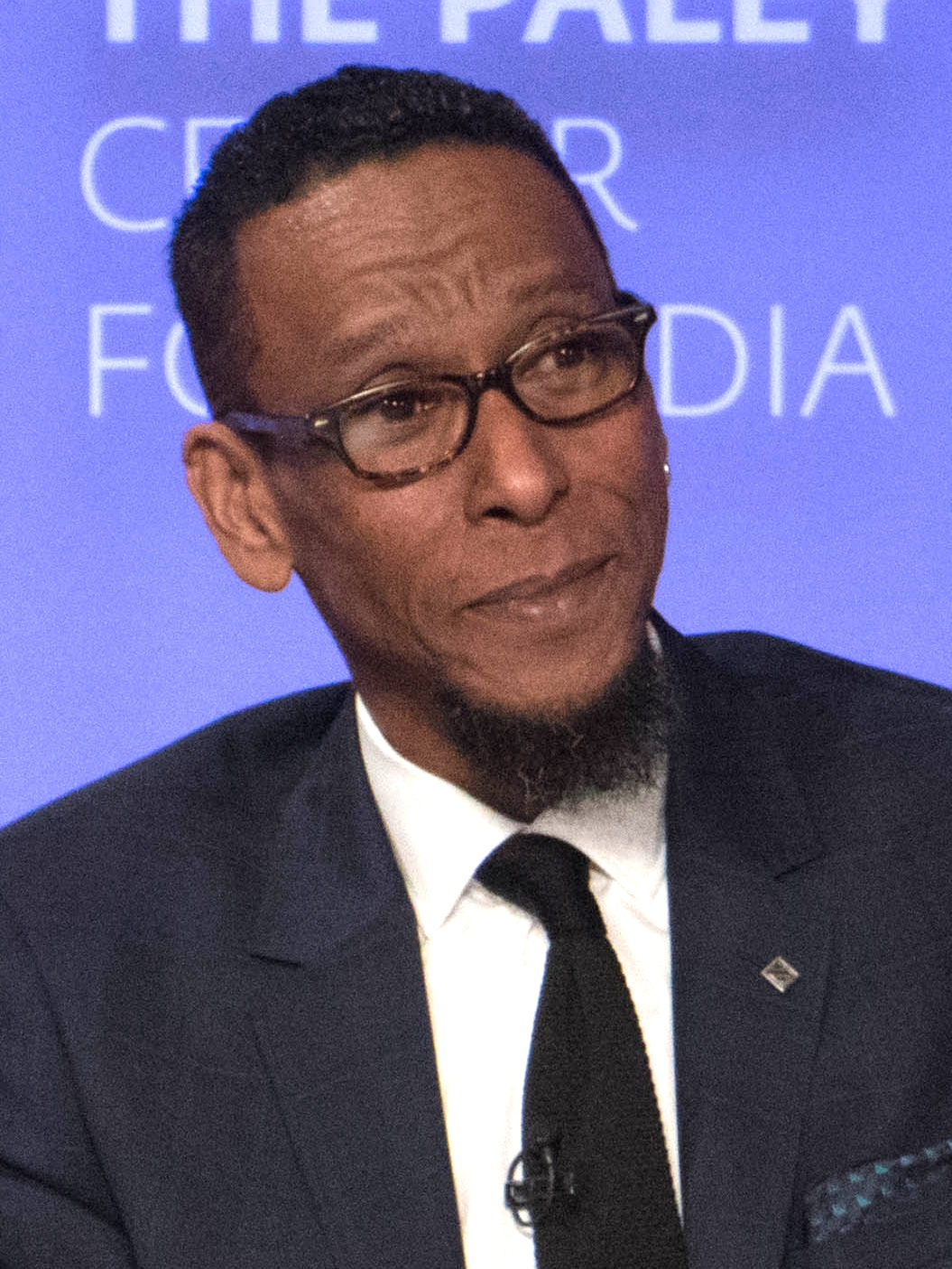
Ron Cephas Jones

### Personaggi secondari
- Nathan Katowsky (stagioni 1-2, guest star stagione 4), interpretato da Gerald McRaney, doppiato da Claudio Sorrentino.
È il ginecologo che fa nascere i figli di Jack e Rebecca.
- Olivia Maine (stagione 1), interpretata da Janet Montgomery, doppiata da Chiara Gioncardi.
È l'attrice teatrale con cui Kevin dovrebbe recitare dopo la svolta nella sua carriera, ma le cose si complicano quando i due rimangono coinvolti sentimentalmente.
- Sloane Sandburg (stagione 1), interpretata da Milana Vayntrub, doppiata da Elena Fiorenza.
È l'autrice della commedia di Kevin e Olivia, anche lei avvia una relazione con l'attore protagonista dopo che Olivia abbandona la produzione.
- Joe (stagione 1), interpretato da Brian Oblak, doppiato da Fabio Gervasi.
È il pompiere che trova e salva Randall quando, ancora in fasce, fu abbandonato.
- Jordan Martin Foster (stagione 5), interpretato da Stephen Friedrich, doppiato da Fabio Gervasi.
È il regista di Glass Eye, il nuovo film di Kevin.
- Yvette (stagioni 1, 3), interpretata da Ryan Michelle Bathe, doppiata da Irene Di Valmo.
Amica di famiglia dei Pearson.
- Jesse (stagione 1, guest star stagione 3), interpretato da Denis O'Hare, doppiato da Alessio Cerchi.
Vecchio amico di William, nonché suo fidanzato.
- Duke (stagione 1), interpretato da Adam Bartley, doppiato da Andrea Mete.
Figlio dei proprietari della struttura di dimagrimento in cui Kate decide di andare per un periodo.
- Laurie (stagioni 1-2), interpretata da Jill Johnson, doppiata da Elena Fiorenza.
Un membro del gruppo di sostegno a cui si affidano Toby e Kate nel corso della prima stagione.
- Linda (stagione 2), interpretata da Debra Jo Rupp.
Assistente sociale che si occupa del caso di Deja.
- Shauna Andrews (stagione 2, guest star stagioni 3-4), interpretata da Joy Brunson e doppiata da Alessia Amendola (st. 2-3).
Madre naturale di Deja, ragazza madre con un passato difficile alle spalle, rinuncia alla potestà genitoriale a fine seconda stagione lasciando la figlia con Randall e la sua famiglia.
- Jae-Won Yoo (stagioni 3-4, guest star stagione 5-6), interpretato da Tim Jo.
Direttore della campagna per le elezioni comunali di Randall, di cui poi diventa amico.
- Cassidy Sharp (stagioni 4-6), interpretata da Jennifer Morrison e doppiata da Jessica Bologna.
È una veterana dei Marines. Dopo essere tornata a casa sviluppa una dipendenza dall'alcool e grazie ad un gruppo di Alcolisti Anonimi conoscerà Nicky e farà amicizia con suo nipote Kevin.

## Produzione
This Is Us venne annunciata per la prima volta il 2 settembre 2015, quando la NBC ne commissionò la produzione di un episodio pilota alla 20th Century Fox Television. Il progetto nasce da una collaborazione tra lo sceneggiatore Dan Fogelman e la coppia di registi Glenn Ficarra e John Requa, in precedenza rispettivamente autore e registi del film del 2011 Crazy, Stupid, Love.
Fogelman spiegò di aver concepito una serie, in contrapposizione allo stile dark e cinico di molte opere contemporanee e alla negatività che emerge dall'attualità raccontata dai mezzi d'informazione, che trasmette speranza e ottimismo, in grado di commuovere e far stare meglio lo spettatore. Per il modo in cui chi guarda la serie è chiamato a comprendere come i protagonisti sono collegati, esplorando come le diverse storie narrate evolvono nel tempo e si influenzano a vicenda l'ideatore la paragonò a una versione dramedy di Lost, definendola ambiziosa e innovativa nell'esplorare la condizione della famiglia umana.
Il cast corale che caratterizza la serie fu assemblato tra i mesi di novembre e dicembre 2015. Il 12 novembre Milo Ventimiglia, Mandy Moore, Sterling K. Brown, Justin Hartley e Ron Cephas Jones furono i primi ad essere scritturati, mentre in seguito fu annunciata la presenza anche di Chrissy Metz, Susan Kelechi Watson e Chris Sullivan.
Le riprese si svolgono principalmente negli studi televisivi di Los Angeles; le riprese della seconda stagione iniziarono l'11 luglio 2017,mentre quelle della terza stagione iniziarono ufficialmente il 10 luglio 2018.

## Programmazione televisiva
Il 12 maggio 2016 venne confermata la produzione di una prima stagione, mentre tre giorni dopo fu pubblicato il primo trailer, che conquistò rapidamente popolarità online, divenendo il più visto su Facebook tra i nuovi trailer presentati nello stesso mese dalle emittenti televisive statunitensi. La première televisiva venne fissata per il 20 settembre 2016.
Il 27 settembre 2016 la NBC allungò l'ordine di produzione per la prima stagione a 18 episodi, mentre il 18 gennaio 2017, a fronte della popolarità guadagnata dall'opera, annunciò il rinnovo per una seconda e terza stagione, anch'esse di 18 episodi, da trasmettere negli anni a seguire.
Il 12 maggio 2019 NBC rinnova la serie per ben tre stagioni di fila, assicurando il proseguimento fino alla sesta stagione, l'ultima. La quarta stagione è ancora di diciotto episodi, mentre la quinta è di 16.

## Riconoscimenti
- Golden Globe
  - Nel 2017 Nomination per la miglior serie drammatica.
  - Nel 2017 Nomination per la miglior attrice non protagonista in una serie a Chrissy Metz.
  - Nel 2017 Nomination per la miglior attrice non protagonista in una serie a Mandy Moore.
  - Nel 2018 Miglior attore in una serie drammatica a Sterling K. Brown.
  - Nel 2018 Nomination per la miglior serie drammatica.
  - Nel 2018 Nomination per la miglior attrice non protagonista in una Serie a Chrissy Metz.

- Premi Emmy
  - Nel 2017 Miglior attore protagonista in una serie drammatica a Sterling K. Brown.
  - Nel 2017 Miglior attore guest star in una serie drammatica a Gerald McRaney.
  - Nel 2017 Nomination per la miglior serie drammatica.
  - Nel 2017 Nomination per il miglior attore protagonista in una serie drammatica a Milo Ventimiglia.
  - Nel 2017 Nomination per il miglior attore non protagonista in una serie drammatica a Ron Cephas Jones.
  - Nel 2017 Nomination per la miglior attrice non protagonista in una serie drammatica a Chrissy Metz.

- People's Choice Awards
  - Nel 2017 Miglior serie drammatica.
  - Nel 2017 Nomination per il miglior attore protagonista in una serie drammatica a Milo Ventimiglia.
  - Nel 2017 Nomination per la miglior attrice protagonista in una serie a Mandy Moore.

- Screen Actors Guild Awards
  - Nel 2018 Miglior cast in una serie drammatica.
  - Nel 2018 Miglior attore in una serie drammatica a Sterling K. Brown
  - Nel 2019 Miglior cast in una serie drammatica

## Adattamenti internazionali

### Adattamento turco
Dal 9 marzo 2019 al 19 ottobre 2019, un remake turco della serie è stato trasmesso su FOX con il titolo Bir Aile Hikayesi.

### Adattamento olandese
Dal 14 novembre 2019 al 4 marzo 2020, un remake olandese della serie è stato trasmesso su KRO-NCRV con il titolo Dit zijn wij.

### Adattamento francese
A partire dal 22 gennaio 2021, un remake francese della serie è trasmesso su Salto e TF1, e in Belgio su RTL TVI e Plug RTL, con il titolo Je te promets.

### Adattamento italiano
Dalla serie americana è tratto l'adattamento italiano della serie, trasmesso a partire dal 6 marzo 2022 su Rai 1, con il titolo Noi. È una produzione Cattleya in collaborazione con Rai Fiction. Diretta da Luca Ribuoli e scritta da Sandro Petraglia (in qualità anche di head writer), Flaminia Gressi e Michela Straniero, ha come protagonisti Pietro (Lino Guanciale) e Rebecca (Aurora Ruffino), coppia che affronta la sfida di crescere tre figli: Claudio (Dario Aita), Caterina "Cate" (Claudia Marsicano) e Daniele (Livio Kone). Nel cast, tra gli altri, ci sono Angela Ciaburri, Leonardo Lidi, Flavio Furno, Timothy Martin, Francesca Agostini, Liliana Fiorelli, Giordana Faggiano e Massimo Wertmüller.